# Krieger von Kemathen

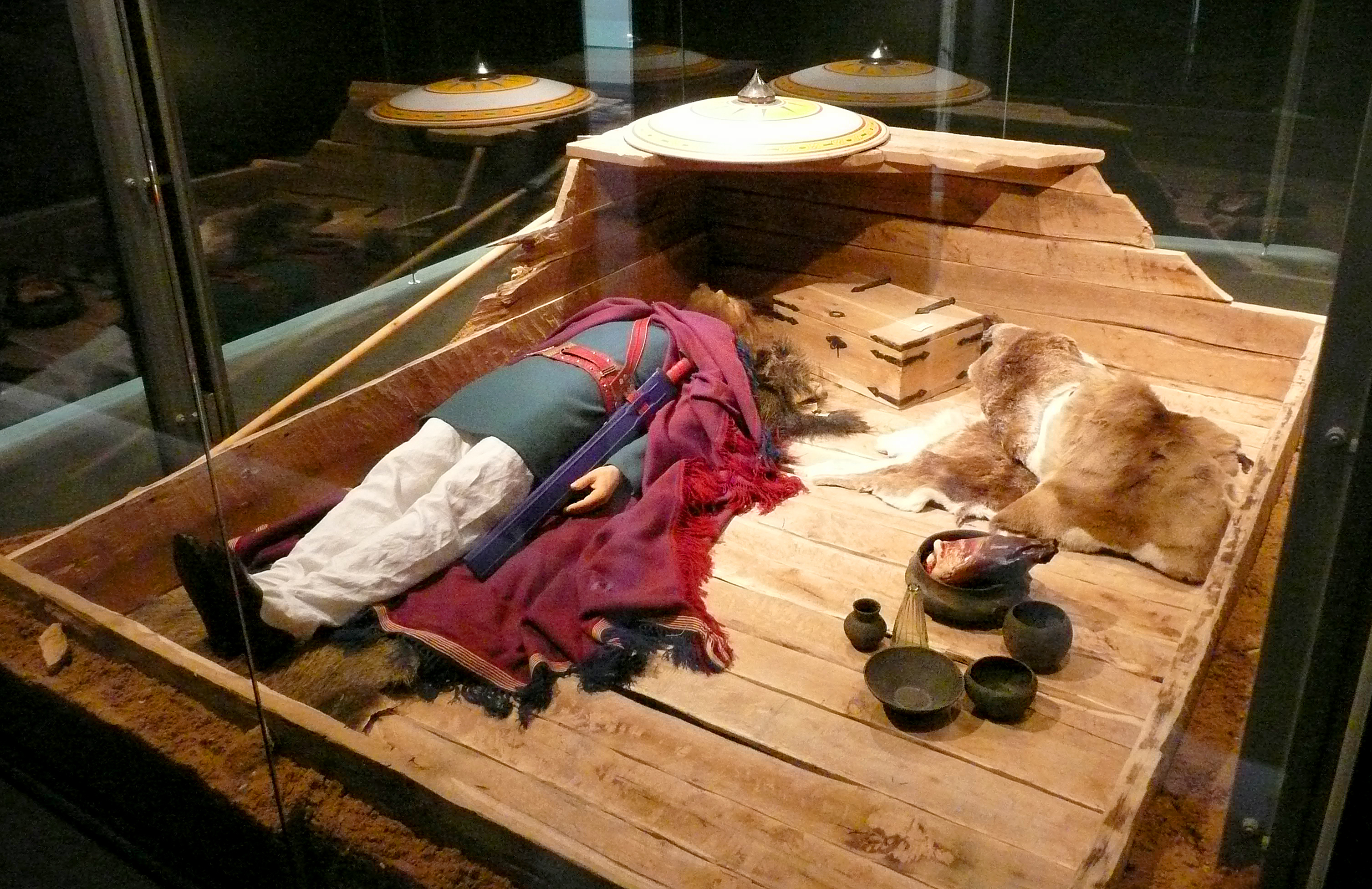
Grabrekonstruktion des Kriegers von Kemathen im Museum

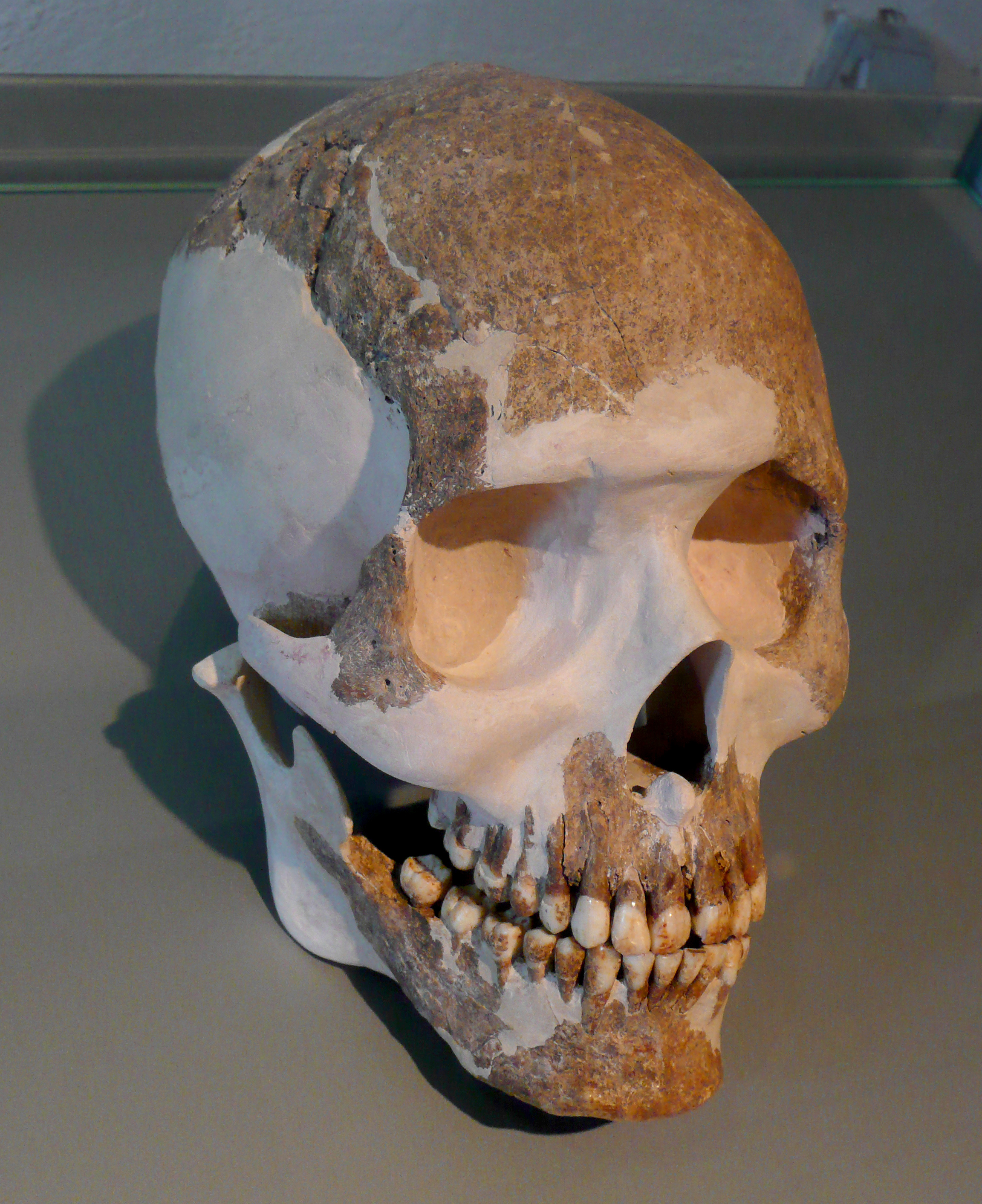
Schädel des Kriegers

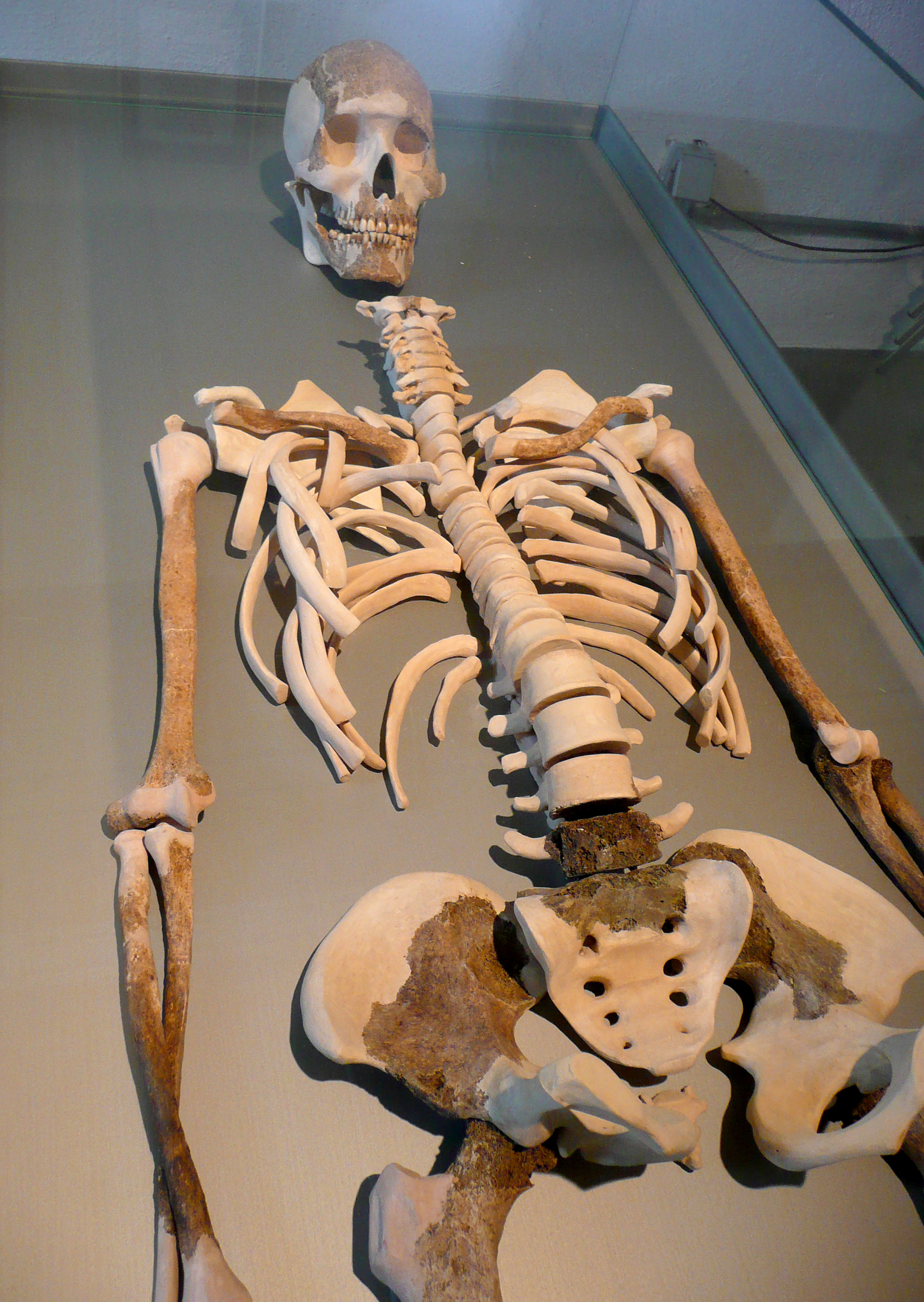
Obere Hälfte seines Skeletts

Der Krieger von Kemathen war ein germanischer Stammesführer und Söldner im Dienste der römischen Armee, der in der ersten Hälfte des 5. Jahrhunderts im Limesvorland nahe Kemathen bei Kipfenberg im oberbayerischen Landkreis Eichstätt ehrenvoll bestattet wurde. Das 1990 entdeckte Grab enthielt neben Teilen des Skeletts des etwa 30-jährigen Mannes zahlreiche Grabbeigaben, die ihn sowohl als römischen Offizier als auch als germanischen Stammesführer der Gruppe Friedenhain-Přešťovice auszeichnen. Sein Skelett und die Funde befinden sich zusammen mit einer Nachbildung der Grabanlage im Römer und Bajuwaren Museum in Kipfenberg.

## Lage des Grabes
Das Kriegergrab wurde 1990 anlässlich einer Flurbereinigung in der Ortsflur Kemathen, einem Ortsteil des Marktes Kipfenberg entdeckt. Es liegt im Altmühltal ca. 25 km nördlich der damaligen römischen Reichsgrenze, die zu dieser Zeit an die Donau zurückverlegt war. Der Fundort liegt zentral im Verbreitungsgebiet der Gruppe Friedenhain-Přešťovice, einer archäologischen Fundgruppe des 5. Jahrhunderts in Böhmen und Bayern, die aufgrund ihrer Keramik dem elbgermanischen Kreis zugeordnet wird.

## Bestattung
Im Gegensatz zur üblichen Feuerbestattung erhielt der Mann eine Körperbestattung in einem reich ausgestatteten Einzelgrab. Dies verdeutlicht die herausgehobene gesellschaftliche Stellung des Toten. Das hölzerne Kammergrab war ursprünglich von einem Hügel überdeckt und somit deutlich erkennbar. Es befand sich am Rande einer zeitgleichen Siedlung und hatte eine Größe von knapp 3 m². Der Tote wurde darin in gestreckter Rückenlage annähernd Nord-Süd ausgerichtet abgelegt, mit dem Kopf nach Norden. Er lag ursprünglich auf einem Tierfell, in voller Ausrüstung und Bekleidung.

### Ausstattung des Grabes
Die Bekleidung des Mannes und die Grabbeigaben sind kulturell uneinheitlich und deuten sowohl auf germanische als auch römische Bräuche. Auf der linken Seite des Toten lag ein 90 Zentimeter langes, breites eisernes Schwert, das in einer Scheide steckte und von seinem linken Arm umfasst war. Im Bereich des Schwertgriffs wurde eine Schwertperle gefunden, die scheibenförmig aus der Rose eines Hirschgeweihs geschnitten war. Das Schwert stammte aus einer römischen Werkstatt.
Am linken Ringfinger trug er einen Ring aus spiralig gewundenem kräftigen Silberdraht. Daneben fand man einen zweireihigen Beinkamm und ein Hornsteinartefakt, das einst als Feuerstein gedient hatte. Beides war wohl in einer Gürteltasche verwahrt, die sich nicht erhalten hat. Um den Leib trug der Tote einen 10 cm breiten, prächtigen römischen Militärgürtel mit bronzenen Beschlägen, der im nordöstlichen Gallien angefertigt und nachträglich in Raetien in der Nähe des Bestattungsortes repariert und ergänzt worden war.
An der rechten Schulter wurde eine schlichte eiserne Bügelfibel festgestellt, die seinen Mantel zusammenhielt. Am Rücken fand man eine Tasche mit einem eisernen Messer. Oberhalb des Kopfes war der Schild abgelegt, von dem nur der Handgriff und der kegelförmige Schildbuckel erhalten geblieben sind. Sie bestehen beide aus Eisen, wobei die Spitze des Schildbuckels aus Bronze gefertigt ist. Ebenfalls am Kopfende fanden sich eiserne Beschläge, die vermutlich von einer „Offizierskiste“ stammen.
Ebenfalls an seiner linken Körperseite befanden sich etwas abgesetzt die Speisebeigaben: Knochen eines Jungschweins. Ein 18,5 cm hoher römischer Spitzbecher mit Fadenauflage aus grünlichgelbem Glas. Fünf handgemachte, dunkelbraune bis schwarze Tongefäße. Zwei Kümpfe, ein Becher, ein Teller mit Standring und eine große Schale vom Typ Friedenhain. Letztere besitzt am Umbruch schräge Kanneluren, deren erhabene Rippen profiliert sind.

## Zeitliche und biografische Einordnung
Der Tod des Mannes wird anhand des Glasgefäßes in die erste Hälfte oder in die Mitte des 5. Jahrhunderts datiert. Der Mann war überdurchschnittlich groß, von schlanker Gestalt und im Alter von 25–30 Jahren gestorben. Er lebte demnach in der Spätantike in den letzten Jahrzehnten des Weströmischen Reichs in der Zeit der sogenannten Völkerwanderung nach dem Einfall der Hunnen in Europa um 375. Eine Analyse der rund 1.600 Jahre alten DNA des Mannes, mit der sein Alter und seine Herkunft genauer bestimmt werden könnten, wurde bisher nicht durchgeführt. Ebenso steht eine genauere Datierung der Skelettreste mittels C14-Analyse noch aus.
Dass es sich bei dem Toten um einen römischen Offizier handelt, belegen die Funde von Schwert, Schild, Gürtel und Trinkbecher aus Glas. Andererseits kennzeichnen Tongefäße, Silberring, Eisenfibel und Schweineknochen sowie die Körperbestattung mit voller Bewaffnung den Toten als germanischen Häuptling. Im 4. und 5. Jahrhundert war es nicht unüblich, dass Germanen Dienst im spätrömischen Heer leisteten.

## Zuordnung zu den Bajuwaren
Der „Krieger von Kemathen“ wird vielfach als erster „Baiuware“ bezeichnet. Dies ist er aber mit Sicherheit nicht, sondern ein germanischer Häuptling, der im spätrömischen Heer Dienst tat, in die grenznahe Region nördlich der Donau zurückkehrte und dort bestattet wurde, rund 100 Jahre bevor überhaupt von den Baiuwaren die Rede ist. Das Kriegergrab von Kemathen ist der erste Fund eines Körpergrabes der Friedenhain-Gruppe in Bayern. Ob jedoch die Friedenhain-Gruppe als Ursprung der Baiuwaren gilt, ist eine traditionsreiche Hypothese, die von der modernen Forschung in Frage gestellt wird.

## Präsentation der Grabungsfunde
Um die Grabungsfunde präsentieren zu können, wurde auf der Burg Kipfenberg das Römer und Bajuwaren Museum gegründet. Es zeigt seit 1999 die originalen Fundstücke und das rekonstruierte Skelett aus dem Kriegergrab von Kemathen sowie eine originalgetreue Nachbildung der Grabanlage. Außerdem werden im Museum Grabungsfunde aus dem Bereich des Römerkastells Böhming und ein Modell dieses Kastells gezeigt.